# Cratobracon alienatus
Cratobracon alienatus är en stekelart som först beskrevs av Cameron 1907.  Cratobracon alienatus ingår i släktet Cratobracon och familjen bracksteklar. Inga underarter finns listade i Catalogue of Life.